# Theatrum Anatomicum (Краков)
 Памятник культуры Малопольского воеводства: регистрационный номер А-856 от 8 августа 1990 года.
Theatrum Anatomicum (лат. Theatrum Anatomicum) — здание анатомического музея, в настоящее время — кафедра анатомии лечебного факультета Ягеллонского университета, Краков, Польша.Находится на улице Коперника, 12 — 14. Охраняемый памятник Малопольского воеводства. 
Здание анатомического музея было построено в 1872 году по проекту архитектора Людвика Тейхманна специально для Collegium Medicum Ягеллонского университета. С самого начала в здании находился лекционный зал в виде амфитеатра для 200 слушателей.
8 августа 1990 года здание было внесено в реестр памятников культуры Малопольского воеводства (№ А-856).